# La muralla verde
Pour plus de détails, voir Fiche technique et Distribution.
La muralla verde (La Muraille verte) est un film dramatique péruvien réalisé par Armando Robles Godoy, sorti en 1969. C'est une adaptation d'une nouvelle autobiographique du cinéaste qui, vingt ans plus tôt, avait lui-même quitté Lima pour s’installer comme colon dans la forêt du Huallaga. Il traite de la quête universelle du bonheur, de la fragilité de l’Homme, des joies et peines que procure le travail, et du conflit entre civilisation et nature.

## Synopsis
Mario est insatisfait par sa vie morne à Lima. En quête de liberté, il décide de commencer une nouvelle existence comme colon dans la forêt vierge, avec sa femme Delba et leur fils Rómulo. Il doit dans un premier temps lutter contre la bureaucratie pour obtenir un terrain agricole. Suivra un combat d’une autre envergure : celui pour domestiquer une nature sauvage aussi excitante que dangereuse.

## Distribution
- Julio Alemán : Mario
- Sandra Riva : Delba
- Raúl Martin (Martin Giurfa): Rómulo

## Production
Le premier choix de Robles Godoy pour le personnage de Mario était Anthony Quinn. Le tournage, à Lima et dans la forêt du Huallaga près de la ville de Tingo María, a duré un an, en plusieurs phases interrompues, pour un budget total de seulement 120.000 $.

## Réception critique
Le film est salué par la critique internationale, que ce soit à l'Exposition universelle d'Osaka ou au festival de Chicago, où il est lauréat du Gold Hugo, et Roger Ebert le classe cinquième meilleur film de 1972. Cependant, il est mal reçu au Pérou (par exemple par la revue spécialisé Hablemos de cine), à cause de son intrigue trop simple et de son langage trop moderne pour l’époque. Aujourd'hui pourtant, La muralla verde est considéré comme un classique national, et a été désigné meilleur film péruvien par la nouvelle génération de réalisateurs.

## Récompenses
- Festival international du film de Chicago : Gold Hugo
- Prix ACE : meilleur réalisateur (Armando Robles Godoy) et meilleur acteur (Julio Alemán)